# Теорема про модулярність
Теорема про модулярність — математична теорема, що встановлює важливе співвідношення між еліптичними кривими над полем раціональних чисел і модулярними формами, які є певними аналітичними функціями комплексної змінної. У 1995 році Ендрю Джон Вайлс, не без допомоги Річарда Тейлора, довів цю теорему для всіх напівстабільних еліптичних кривих над полем раціональних чисел. Доведення інших (ненапівстабільних) випадків теореми стало результатом робіт Крістофа Брейля, Брайана Конрада, Фреда Даймонда і Річарда Тейлора. До 2001 року (повне доведення було отримано в 1999 році) теорема називалася гіпотезою Таніями — Шимури — Вейля (або гіпотезою Таніями — Сімура — Вейля).
Теорема про модулярність входить в програму Ленглендса, яка, зокрема, спрямована на пошук взаємозв'язку автоморфних форм або автоморфних представлень (зручне узагальнення модулярной форми) з більш загальними об'єктами алгебричної геометрії, такими як еліптичні криві над полем алгебричних чисел. Більшість гіпотез в рамках даної програми поки не доведено.

## Додаткові джерела
- Weisstein, Eric W. Taniyama–Shimura Conjecture(англ.) на сайті Wolfram MathWorld.